# Slussen

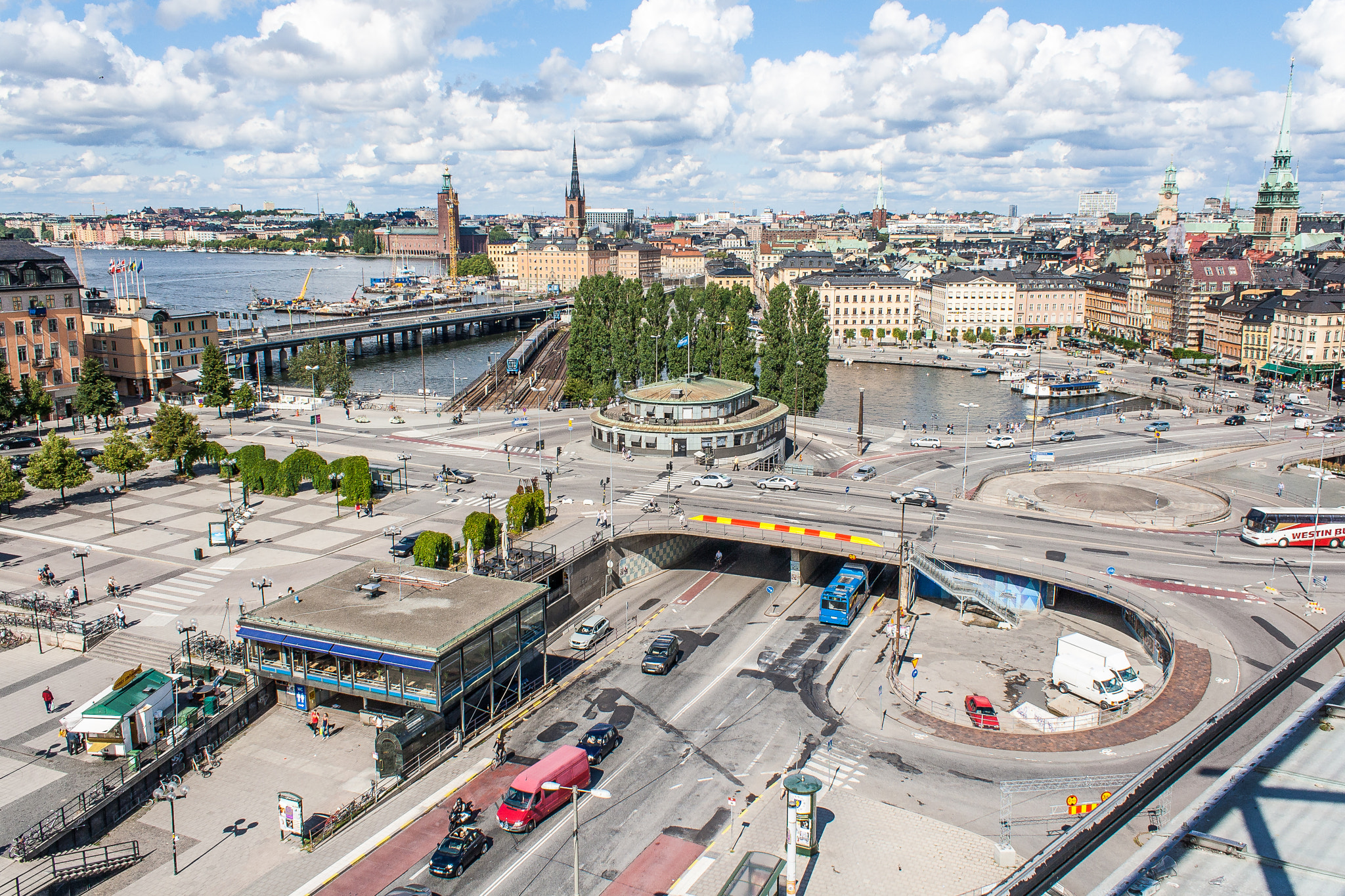
Slussen em 2018

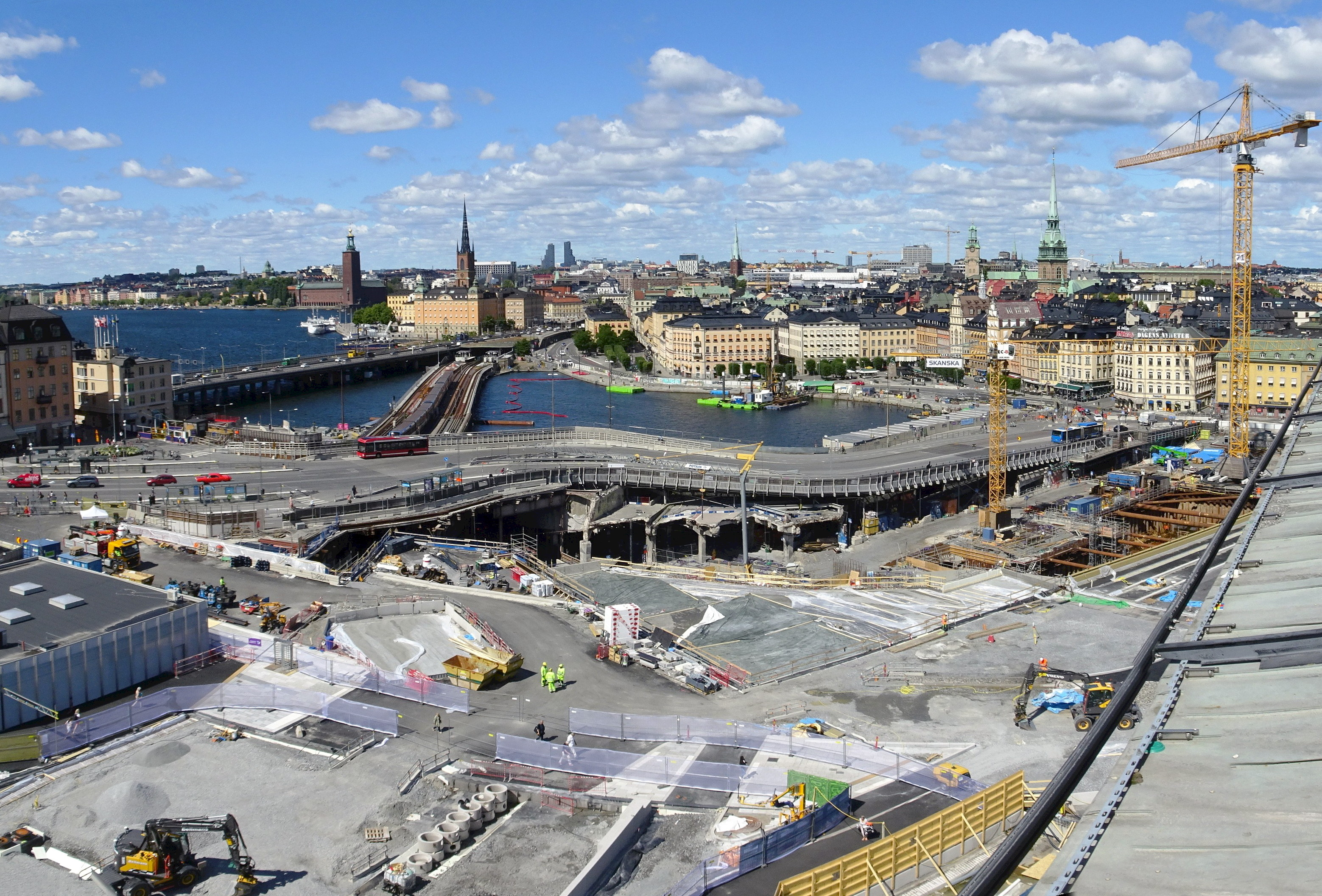
Grandes obras de reconstrução do Slussen em 2020

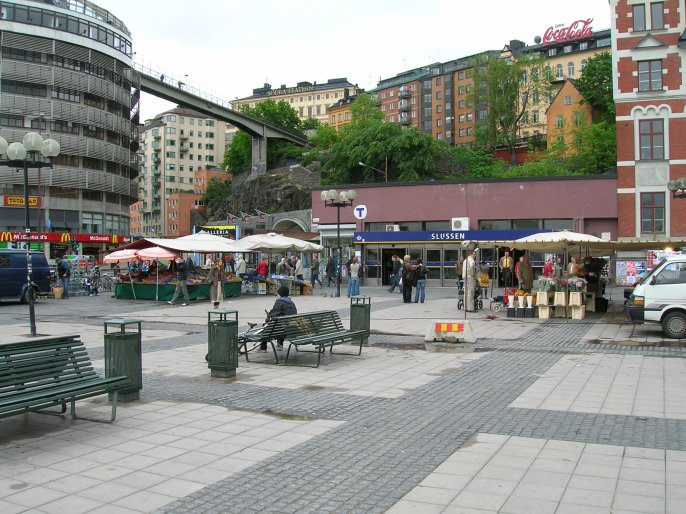
A praça Ryssgården

Slussen (literalmente "A eclusa";  PRONÚNCIA) é uma área central de Estocolmo, constituindo um importante nó de tráfego rodoviário, ferroviário e marítimo. Está situada no norte da ilha de Södermalm, ligando a própria ilha de Södermalm à vizinha Gamla Stan, assim como igualmente permitindo a ligação entre o lago Mälaren e o mar Báltico.

Convergem em Slussen várias linhas de metro (br: metrô), um grande número de linhas de autocarro (br: ônibus), a ferrovia Saltsjöbanan e serviços de ferry-boat (br: balsa). 
Um grande projeto de demolição e reconstrução do Slussen está em curso, tendo os trabalhos começado em 2016 e estando previsivelmente terminados em 2025.